# Maciej Bogucki
Maciej Bogucki (8 febbraio 1979) è un pentatleta polacco.

## Palmarès
In carriera ha conseguito i seguenti risultati:
- Mondiali:

Millfield 2001: bronzo nel pentathlon moderno staffetta a squadre.
San Francisco 2002: bronzo nel pentathlon moderno staffetta a squadre.
- Europei

Sofia 2001: bronzo nel pentathlon moderno staffetta a squadre.